# Angstig konijn
Angstig konijn , in de volksmond Angsthaas, is een kunstwerk in Amsterdam-Oost. De kunstenaar zelf noemt het Anxiety rabbit.
Het Appelsap Fresh Music Festival organiseerde tussen 2000 en 2019 jaarlijks een hiphopfestival in het Flevopark in Amsterdam-Oost. De organisatoren van dat festival vonden dat moderne kunst maar matig vertegenwoordigd was in de kunstvoorwerpen in de openbare ruimte in Amsterdam. Zij stelden een petitie op voor plaatsing van een modern kunstwerk; dat leverde meer dan 1500 positieve berichten op. Samen met het Mondriaan Fonds (bijdrage 35.000 euro) en sponsor WeTransfer werd geld bijeengebracht om kunstenaar Piet Parra een beeld te laten ontwerpen. Appelsap kende de kunstenaar uit de hiphopscene; hij ontwierp platenhoezen voor artiesten als Opgezwolle en maakte flyers voor Jimmy Woo. Piet Parra kwam met een reusachtig konijn, drie meter hoog en 400 kilo zwaar, dat angstig in elkaar gedoken zit. De schets van Parra liet nog opstaande konijnenoren zien; dat idee werd later door de kunstenaar losgelaten; ze werden tegen de schedel gemodelleerd. Parra handhaafde wel zijn signatuur in de spitse snoet van het konijn; die spitse kop is in meerdere van zijn kunstwerken terug te vinden. Het is het enige scherpe aan het beeld, voor het overige zijn alle vormen rond. De firma Blow Ups in Heijen ging aan de slag om dit "opgeblazen" konijn te fabriceren uit een staalconstructie, PUR-schuim en glasvezelversterkt polyester. De kunstenaar noemde het zelf een zelfportret, dan wel een portret van mensen die altijd klagen over festivals. Stadsdeel Oost gaf een tijdelijke vergunning af om het beeld te plaatsen, maar maakte een voorbehoud: er moest voldoende animo blijven voor dit werk. Het beeld werd op 11 augustus 2018 tijdens Festival Appelsap onthuld. Van 22 mei tot 3 augustus 2019 werd het beeld uitgeleend voor een tentoonstelling in Het HEM in Zaandam. Daarna kwam het terug en staat sindsdien in het Flevopark. 
Angstig konijn heeft in Anxiety een voorganger. Dat urethaanschuimen beeldje uit 2016 is echter slechts 56 bij 60 bij 56 centimeter groot, is hardroze in plaats van zwart, en heeft opstaande konijnenoren. 